# Монік Мелсен
Монік Мелсен (люксемб. Monique Melsen) — люксембурзька співачка, представниця Люксембургу на пісенному конкурсі "Євробачення " 1971 року.

## Кар'єра

### Початок
Кар'єру співачки Монік Мелсен розпочала в 1969 році після перемоги на пісенному конкурсі Symphonie 69 в Еттельбрюці. В тому ж році було продано її перші сингли — Moonlight и Happy End. В 1970 році вийшов другий сингл.
З третім синглом En frappant dans tes mains вона завоювала перше місце серед країн Бенілюксу на Гран-прі RTL. Монік Мелсен брала участь у радіо- й телепрограмах. Юна співачка здійснила свій перший зарубіжний тур. Мелсен представляла Люксембург на фестивалі Олімпійські пісні в Афінах з піснею La mer mon amie.

### Євробачення
Монік Мелсен перемогла у національному відборі Люксембургу на пісенний конкурс «Євробачення» 1971. З піснею Pomme, pomme, pomme Мелсен зайняла 13-е місце, отримавши 70 балів. Мелсен — один із восьми вихідців з Люксембургу, які представляли країну на Євробаченні за 37 років участі.

### Після Євробачення
В 1972 році  Мелсен була на пісенному фестивалі  в Португалії, а в 1973 році в Болгарії. Завдяки різноманітним пісням та володінню англійської мови, вона підвищила та зміцнила свою міжнародну популярність. Пісня Maybe the morning ввійшла до німецького хіт-параду й була виконана на BBC.

## Популярність
З 1972 до 1974 року Монік Мелсен була учасницею поп-гурту Family Tree, заснованого Ральфом Зігелем. З цим гуртом вона записала два альбоми. Після розпаду гурту, Мелсен заснувала рок-гурт Cool Breeze в Люксембурзі під керівництвом свого менеджера Фелікса Шмітца.
Разом із Cool Breeze, Монік Мелсен записала LP і сингл, представлений на Каннському музичному фестивалі. В серпні 1975 року гурт розпався.
В 1985 році Мелсен з'явилась на Африканському концерті. Їй вдалось приєднатись до гурту джаз-року What Shaw. В 1986 році вона записала сингл разом із ними. Однак, Монік Мелсен знову покинула гурт.

## Життя на даний момент
На даний момент Мелсен можна побачити в програмі Cabarenert.

## Особисте життя
В 1975 році, Монік Мелсен вийшла заміж.